# Psychikó (kommunhuvudort)
Psychikó är en kommunhuvudort i Grekland.   Den ligger i prefekturen Nomarchía Athínas och regionen Attika, i den sydöstra delen av landet, 6 km nordost om huvudstaden Aten. Psychikó ligger 178 meter över havet och antalet invånare är 9 529.
Terrängen runt Psychikó är kuperad österut, men västerut är den platt. Terrängen runt Psychikó sluttar västerut.Runt Psychikó är det tätbefolkat, med 257 invånare per kvadratkilometer. Närmaste större samhälle är Aten, 6,2 km sydväst om Psychikó. 